# Cirillo V di Alessandria
Papa Cirillo V (in arabo البابا كيرلس الخامس; Abba Kyrillos V; Governatorato di Beni Suef, 1831 circa – Regno d'Egitto, 7 agosto 1927) è stato un vescovo cristiano orientale egiziano, 112º papa della Chiesa ortodossa copta e patriarca di Alessandria per 52 anni, 9 mesi e 6 giorni. È stato il papa che ha servito più a lungo nella storia della Chiesa ortodossa copta.

## Biografia
Nacque come Youhanna ("Giovanni") nel 1824 o nel 1830/1831 secondo resoconti diversi.
Si unì al Monastero Al Baramous nel deserto di Nitria, dove prestò servizio come abate prima della sua elevazione a Papa. 

### Patriarcato
Il Consiglio della Congregazione Generale (Elmagles Elmelly Ela'am) lo elesse Papa, con sede nella Cattedrale copta ortodossa di San Marco ad Azbakeya al Cairo lungo tutto il suo pontificato. Il segretario del Consiglio era Butros Ghali Pascià (بطرس غالي, in seguito primo ministro egiziano. Cirillo trascorse gran parte del suo papato in contrapposizione con il consiglio e protestando per la sua interferenza nelle questioni ecclesiali. All'inizio del suo papato ci fu una disputa con il consiglio, che Cirillo vinse. 
In generale, il suo papato fu un'era di rigenerazione per la Chiesa copta ortodossa e continuò il lavoro intrapreso da Papa Cirillo IV (1854-1861) nella riforma dell'istruzione.
Tra gli uomini illustri della Chiesa copta durante il suo papato vi furono il santo Anba Abraam, vescovo di Fayoum, e Habib Girgis. 
Nel 1881 l'imperatore etiope Giovanni IV chiese a papa Cirillo V di ordinare un metropolita e tre vescovi per l'impero etiope. Cirillo scelse i quattro monaci che avevano lasciato il monastero di El-Muharraq con Anba Abraam: Abouna Petros, Abouna Marqos, Abouna Matewos e Abouna Luqas.

### Morte
Morì il 7 agosto 1927. Quando la notizia raggiunse l'Etiopia, l'imperatrice Zauditù e il ras Tafari ordinarono di celebrare messe di requiem in tutta l'Etiopia e che gli uffici del governo fossero chiusi per tre giorni.